# Яблоновка (Харьковская область)
Яблоновка (укр. Яблунівка) — село,
Черемушанский сельский совет,
Валковский район,
Харьковская область.
Код КОАТУУ — 6321288007. Население по переписи 2001 г. составляло 41 (16/25 м/ж) человек.

## Географическое положение
Село Яблоновка находится возле балки Грызунов Яр,
на расстоянии в 2 км расположены сёла Литвиновка и Черемушная,
в 2-х км проходит автомобильная дорога М-03 (E 40).
Село находится в большом лесном массиве (дуб).

## История
- 1700 — дата основания.